# 吉見左膳

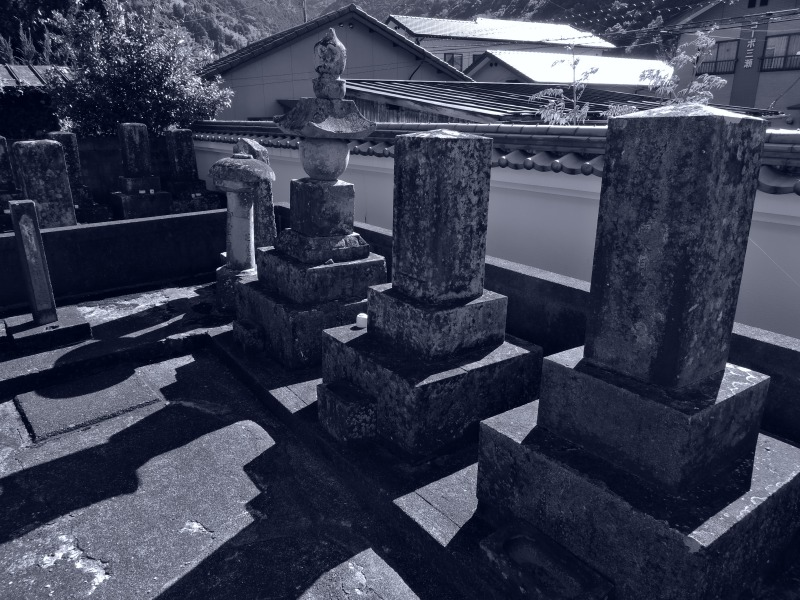
伊能友鴎の墓所、霊亀山大超寺

吉見 左膳（よしみ さぜん、文化14年11月17日（1817年12月24日） - 明治8年（1875年）4月30日）は、江戸時代後期（幕末）の宇和島藩の家老。通称は元吉、長左衛門。
宇和島藩の参政を務める中井筑後守の実弟であったが、吉見家に養子入りしている。はじめ伊達宗紀に近習として仕えたが、宗紀に早くから才能を見出されて藩政改革への参与を許された。宗紀が隠居して伊達宗城が藩主になった後も信任は変わらず、むしろ宗城から家老にまで取り立てられ、宇和島藩のナンバー2として宗城の藩政改革や幕政参与に協力した。
宗城は将軍継嗣問題においては一橋派に与していたため、吉見はその命令に従って江戸で一橋派の政治工作に奔走した。このため、南紀派の井伊直弼による安政の大獄が始まると、直弼から一橋派の危険人物と見なされて藩主の宗城は隠居謹慎、吉見も江戸から重追放処分に処され、宇和島への帰国を余儀なくされた。
後に宗城が再び表舞台に復帰すると、宗城の側近として再び活躍した。明治8年（1875年）に死去。享年59。
吉見は晩年に伊能友鴎と改名しているが、これは宗城が吉見の能力・功績を高く評価して「『伊』達家忠『能』の臣」という意味で伊能姓を下賜したという逸話がある。